# Élections législatives de 1951 en Meurthe-et-Moselle
Les élections législatives françaises de 1951 se tiennent le 17 juin. Ce sont les deuxièmes élections législatives de la Quatrième République.

## Mode de scrutin
Représentation proportionnelle plurinominale suivant la méthode du plus fort reste dans 103 circonscriptions, conformément à la loi des apparentements : les listes qui se sont « apparentées » avant l'élection remportent tous les sièges de la circonscription si leurs voix ajoutées obtiennent la majorité absolue des suffrages exprimés. Il y a 629 sièges à pourvoir.
Le vote préférentiel est admis. 
Dans le département de Meurthe-et-Moselle, six députés sont à élire.

## Candidats

### Liste d'union des indépendants et des républicains nationaux
| N° | Candidats | Candidats                          | Parti | Principales fonctions                                                                   |
| -- | --------- | ---------------------------------- | ----- | --------------------------------------------------------------------------------------- |
| 01 |           | Pierre André                       | PRL   | Assureur-conseil, ancien résistant, député sortant                                      |
| 02 |           | Jean Crouzier                      | CNIP  | Maire de Blâmont, conseiller général, notaire honoraire, député sortant                 |
| 03 |           | Pierre de Boissonneaux de Chevigny | CNIP  | Maire de Colmey, agriculteur                                                            |
| 04 |           | Robert Elbel                       | PRL   | Gérant de fabrique à Nancy                                                              |
| 05 |           | Charles Josset                     | CNIP  | Maire de Grimonviller, conseiller général du canton de Colombey-les-Belles, agriculteur |
| 06 |           | Louis Jacques                      | CNIP  | Membre de la Chambre de commerce de Nancy                                               |

### Liste du Rassemblement du peuple français
| N° | Candidats | Candidats          | Parti | Principales fonctions                                                                                             |
| -- | --------- | ------------------ | ----- | --- |
| 01 |           | Philippe Barrès    | RPF   | Écrivain et journaliste, fils de Maurice Barrès                                                                   |
| 02 |           | Napoléon Cochart   | RPF   | Docteur en médecine, Longuyon                                                                                     |
| 03 |           | Robert Linard      | RPF   | Ingénieur I.E.N., directeur commercial, conseiller général du canton de Nancy-Nord, conseiller municipal de Nancy |
| 04 |           | René Bagnon        | RPF   | Instituteur public, Toul                                                                                          |
| 05 |           | Nelly Champouillon | RPF   | Cultivatrice, conseillère municipale de Roville-devant-Bayon                                                      |
| 06 |           | Eugène Viriot      | RPF   | Machiniste aux fonderies de Pont-à-Mousson, ancien résistant                                                      |

### Liste d'Union républicaine, résistante et antifasciste présentée par le Parti communiste français
| N° | Candidats | Candidats                 | Parti              | Principales fonctions                                |
| -- | --------- | ------------------------- | ------------------ | ---------------------------------------------------- |
| 01 |           | Maurice Kriegel-Valrimont | PCF                | Député sortant, licencié en droit, ancien résistant  |
| 02 |           | Louis Dupont              | PCF                | Ouvrier métallurgiste, conseiller municipal de Nancy |
| 03 |           | Germaine Renaudin         | PCF                | Ancienne résistante déportée, Hussigny-Godbrange     |
| 04 |           | Jean Floret               | Soc.ind.           | Mineur                                               |
| 05 |           | Henri Gaillotte           | Républicain laïque | Agriculteur à Mont-l'Étroit                          |
| 06 |           | Robert Geneste            | PCF                | Cheminot, ancien résistant déporté, Pompey           |

### Liste du Parti socialiste SFIO
| N° | Candidats | Candidats            | Parti | Principales fonctions                                                   |
| -- | --------- | -------------------- | ----- | ----------------------------------------------------------------------- |
| 01 |           | Pierre-Olivier Lapie | SFIO  | Député sortant, Ministre de l'Éducation nationale                       |
| 02 |           | Édouard Legras       | SFIO  | Cheminot retraité, maire de Longwy                                      |
| 03 |           | Pierre Schmidt       | SFIO  | Docteur en médecine, conseiller général du canton de Toul-Nord          |
| 04 |           | Albert Storhaye      | SFIO  | Ouvrier mineur, maire de Mancieulles                                    |
| 05 |           | Charles Clavel       | SFIO  | Ouvrier (industries chimiques), maire de Varangéville, ancien résistant |
| 06 |           | Charles Roth         | SFIO  | Artisan, maire de Dieulouard                                            |

### Liste du Mouvement républicain populaire
| N° | Candidats | Candidats         | Parti | Principales fonctions |
| -- | --------- | ----------------- | ----- | --- |
| 01 |           | Louis Marin       | MRP   | Député sortant Républicain indépendant, ancien Ministre, ancien résistant, Président du conseil général, conseiller général du canton de Nomeny, Faulx |
| 02 |           | Robert Goetz      | MRP   | Professeur de droit à Nancy |
| 03 |           | Jean Bichat       | MRP   | Docteur en médecine, conseiller général, conseiller municipal de Lunéville                                                                             |
| 04 |           | Jean Grandbastien | MRP   | Inspecteur adjoint SNCF |
| 05 |           | Ferdinand Sourdot | MRP   | Agriculteur |
| 06 |           | Henri de Miscault | MRP   | Docteur en médecine à Saint-Max, ancien résistant, adjoint au maire d'Essey-lès-Nancy                                                                  |

### Liste de défense des intérêts démocratiques et populaires
| N° | Candidats | Candidats                  | Parti         | Principales fonctions                |
| -- | --------- | -------------------------- | ------------- | ------------------------------------ |
| 01 |           | Abbé Pierre (Henri Grouès) | Divers gauche | Député sortant MRP                   |
| 02 |           | René Boudot                | Divers gauche | Ouvrier métallurgiste                |
| 03 |           | Gaston Schmit              | Divers gauche | Architecte, adjoint au maire de Toul |
| 04 |           | Marguerite André           | Divers gauche |                                      |
| 05 |           | Jean-Marie Perrin          | Divers gauche | Ferblantier                          |
| 06 |           | René Wind                  | Divers gauche | Employé municipal                    |

### Liste du Rassemblement des gauches républicaines et de l'Union démocratique et socialiste de la résistance
| N° | Candidats | Candidats        | Parti   | Principales fonctions                                                                           |
| -- | --------- | ---------------- | ------- | ----------------------------------------------------------------------------------------------- |
| 01 |           | Jean Bertin      | UDSR    | Avoué à la Cour d'Appel de Nancy                                                                |
| 02 |           | Paul Mennegand   | Radical | Directeur d'école retraité, conseiller général du canton de Conflans-en-Jarnisy, maire de Jarny |
| 03 |           | Désiré Croux     | UDSR    | Industriel                                                                                      |
| 04 |           | Gilbert Sugg     | Radical | Cheminot, Laxou                                                                                 |
| 05 |           | Georges Barre    | UDSR    | Représentant de commerce                                                                        |
| 06 |           | Bernard Coussain | Radical | Professeur de collège                                                                           |

### Liste du Mouvement communiste français indépendant
| N° | Candidats | Candidats             | Parti                                     | Principales fonctions                         |
| -- | --------- | --------------------- | ----------------------------------------- | --------------------------------------------- |
| 01 |           | Jacques Selignac      | Mouvement communiste français indépendant | Avocat                                        |
| 02 |           | Émile Clor            | Mouvement communiste français indépendant | Employé CGE, ancien résistant, Champigneulles |
| 03 |           | Pierre Gill           | Mouvement communiste français indépendant | Ouvrier, Nancy                                |
| 04 |           | René Martignon        | Mouvement communiste français indépendant | Fumiste                                       |
| 05 |           | Jeanne Henry          | Mouvement communiste français indépendant |                                               |
| 06 |           | Télesphore Fleurentin | Mouvement communiste français indépendant | Chauffeur, Ludres                             |

## Élus
| Député sortant            | Parti | Parti | Député élu ou réélu       | Parti | Parti |
| ------------------------- | ----- | ----- | ------------------------- | ----- | ----- |
| Maurice Kriegel-Valrimont |       | PCF   | Maurice Kriegel-Valrimont |       | PCF   |
| Pierre-Olivier Lapie      |       | SFIO  | Pierre-Olivier Lapie      |       | SFIO  |
| Abbé Pierre               |       | MRP   | Philippe Barrès           |       | RPF   |
| Louis Marin               |       | CNIP  | Napoléon Cochart          |       | RPF   |
| Pierre André              |       | CNIP  | Pierre André              |       | CNIP  |
| Jean Crouzier             |       | CNIP  | Jean Crouzier             |       | CNIP  |

## Résultats

### Résultats à l'échelle du département
- Deux apparentements ont été conclus dans le département.
- Premier apparentement fait par les listes de la SFIO, du MRP et RGR-UDSR.
- Le deuxième apparentement est conclu entre les listes du CNIP et du RPF.
- Leurs voix cumulées de chaque apparentement représentant moins de 50% des exprimés, les sièges sont répartis à la proportionnelle entre tous les partis.
- Le score de l'apparentement est considéré comme celui d'une liste pour la répartition générale, ensuite la répartition interne des sièges entre apparentées se fait également à la proportionnelle.

| Parti    | Parti      | Tête de liste              | Résultats | Résultats | Sièges |  |
| Parti    | Parti      | Tête de liste              | Voix      | %         |        |  |
| -------- | ---------- | -------------------------- | --------- | --------- | ------ |  |
|          | CNIP °     | Pierre André               | 56 690    | 23,64     | 2      |  |
|          | RPF °      | Philippe Barrès            | 55 466    | 23,13     | 2      |  |
|          | PCF        | Maurice Kriegel-Valrimont  | 48 683    | 20,30     | 1      |  |
|          | SFIO *     | Pierre-Olivier Lapie       | 27 751    | 11,57     | 1      |  |
|          | MRP *      | Louis Marin                | 21 804    | 9,09      | 0      |  |
|          | DIDP       | Abbé Pierre (Henri Grouès) | 18 437    | 7,69      | 0      |  |
|          | RGR-UDSR * | Jean Bertin                | 5 045     | 2,10      | 0      |  |
|          | MCFI       | Jacques Selignac           | 3 133     | 1,31      | 0      |  |
|          |            |                            |           |           |        |  |
| Inscrits | Inscrits   | Inscrits                   | 300 766   | 100,00    | 6      |  |
| Votants  | Votants    | Votants                    | 247 661   | 82,34     |        |  |
| Exprimés | Exprimés   | Exprimés                   | 239 802   | 96,83     |        |  |